# Djúpifjörður
Djúpifjörður (in lingua islandese: Fiordo profondo) è un breve fiordo situato nel settore nordoccidentale dell'Islanda. 

## Descrizione
Djúpifjörður è uno dei fiordi meridionali della regione dei Vestfirðir. È situato nella contea di Austur-Barðastrandarsýsla. È una delle due diramazioni del Þorskafjörður; l'altra è il Gufufjörður situato a ovest. La sua imboccatura, posta tra i promontori di Grónes a ovest e Hallsteinsnes a est, è larga meno di un chilometro; di fronte ci sono alcune isolette. Il fiordo penetra per 6 chilometri nell'entroterra.
Nonostante il nome, il fiordo è poco profondo e le sue sponde sono piuttosto fangose, come quelle del vicino Gufufjörður. 
All'interno del fiordo c'è l'omonimo villaggio Djúpifjörður, che sorge in una zona di forti nevicate invernali.

## Vie di comunicazione
La strada S60 Vestfjarðavegur passa all'interno del fiordo dirigendosi verso Hjallaháls a est e Ódrjúgsháls a ovest; in questa zona non è asfaltata. Sono in corso valutazioni per migliorare e accorciare il percorso in questo settore.